# Vòng loại Giải vô địch bóng đá thế giới 2026 – Khu vực châu Phi (Bảng E)
Bảng E của vòng loại Giải vô địch bóng đá thế giới 2026 khu vực châu Phi là một trong chín bảng đấu của CAF cho vòng loại Giải vô địch bóng đá thế giới 2026. Bảng này bao gồm các đội tuyển  Morocco, Zambia, Cộng hòa Congo, Tanzania và Niger. Eritrea cũng được bốc thăm vào bảng này, nhưng đã rút lui trước khi các trận đấu đầu tiên diễn ra. 
Cộng hòa Congo đã bị đình chỉ vào ngày 6 tháng 2 năm 2025 do sự can thiệp của chính phủ vào các hoạt động của Liên đoàn bóng đá Congo. Không có thông báo nào về tình hình của đội tuyển này đã ngay lập tức được đưa ra, và CAF ban đầu đã hủy toàn bộ các trận đấu còn lại của Cộng hòa Congo. Tuy nhiên, Tanzania và Zambia sau đó đã được xử thắng 3–0 do Cộng hòa Congo bỏ cuộc. Lệnh đình chỉ đã được FIFA gỡ bỏ vào ngày 14 tháng 5 năm 2025.
Đội nhất bảng sẽ trực tiếp giành quyền tham dự Giải vô địch bóng đá thế giới 2026, và các đội nhì bảng sẽ có thể giành quyền thi đấu tại vòng play-off để xác định một đội tiến vào vòng play-off liên lục địa.

## Bảng xếp hạng
| VT | Đội                | ST | T | H | B | BT | BB | HS  | Đ  | Giành quyền tham dự                |     | Maroc | Tanzania | Zambia | Niger | Cộng hòa Congo | Eritrea |
| -- | ------------------ | -- | - | - | - | -- | -- | --- | -- | ---------------------------------- | --- | ----- | -------- | ------ | ----- | -------------- | ------- |
| 1  | Maroc              | 5  | 5 | 0 | 0 | 14 | 2  | +12 | 15 | Giải vô địch bóng đá thế giới 2026 |     | —     | 2–0      | 2–1    | T09   | T10            | Hủy     |
| 2  | Tanzania           | 5  | 3 | 0 | 2 | 5  | 4  | +1  | 9  | Có thể giành quyền vào vòng 2      |     | 0–2   | —        | T10    | T09   | 3–0            | Hủy     |
| 3  | Zambia             | 5  | 2 | 0 | 3 | 9  | 7  | +2  | 6  |                                    |     | T09   | 0–1      | —      | T10   | 4–2            | Hủy     |
| 4  | Niger              | 4  | 2 | 0 | 2 | 6  | 4  | +2  | 6  |                                    | 1–2 | 0–1   | 2–1      | —      | T10   | Hủy            |         |
| 5  | Cộng hòa Congo (E) | 5  | 0 | 0 | 5 | 2  | 19 | −17 | 0  |                                    | 0–6 | T09   | 0–3      | 0–3    | —     | Hủy            |         |
| 6  | Eritrea            | 0  | 0 | 0 | 0 | 0  | 0  | 0   | 0  | Rút lui                            |     | Hủy   | Hủy      | Hủy    | Hủy   | Hủy            | —       |

1. 1 2 3  Cộng hòa Congo đã bị đình chỉ vào ngày 6 tháng 2 năm 2025 do sự can thiệp của chính phủ vào các hoạt động của Liên đoàn bóng đá Congo.[1][2] Không có thông báo nào về tình hình của đội tuyển này đã ngay lập tức được đưa ra, và CAF ban đầu đã hủy toàn bộ các trận đấu còn lại của Cộng hòa Congo.[3] Tuy nhiên, Tanzania và Zambia sau đó đã được xử thắng 3–0 do Cộng hòa Congo bỏ cuộc.[4] Lệnh đình chỉ đã được FIFA gỡ bỏ vào ngày 14 tháng 5 năm 2025.[5]
2. ↑  Niger được xử thắng 3–0 do Cộng hòa Congo từ chối đến Cộng hòa Dân chủ Congo để thi đấu với tư cách chủ nhà vì sân vận động chính của Cộng hòa Congo được cho là không đáp ứng các yêu cầu để tổ chức trận đấu.[8]
3. ↑  Eritrea rút lui khỏi vòng loại trước khi thi đấu bất kỳ trận đấu nào do lo ngại các cầu thủ sẽ xin tị nạn chính trị nếu được phép ra nước ngoài.[9][10]

## Các trận đấu
| Maroc | Hủy bỏ                         | Eritrea |
| ----- | ------------------------------ | ------- |
|       | Chi tiết (FIFA) Chi tiết (CAF) |         |

| Zambia                                       | 4–2                            | Cộng hòa Congo                   |
| -------------------------------------------- | ------------------------------ | -------------------------------- |
| - Daka 5', 90+2' - Banda 43' - F. Sakala 69' | Chi tiết (FIFA) Chi tiết (CAF) | - Ganvoula 13' - Bassouamina 15' |

| Niger | 0–1                            | Tanzania       |
| ----- | ------------------------------ | -------------- |
|       | Chi tiết (FIFA) Chi tiết (CAF) | - M'Mombwa 56' |

| Eritrea | Hủy bỏ                         | Cộng hòa Congo |
| ------- | ------------------------------ | -------------- |
|         | Chi tiết (FIFA) Chi tiết (CAF) |                |

| Niger                     | 2–1                            | Zambia     |
| ------------------------- | ------------------------------ | ---------- |
| - Moutari 6' - Goumey 28' | Chi tiết (FIFA) Chi tiết (CAF) | - Daka 50' |

| Tanzania | 0–2                            | Maroc                               |
| -------- | ------------------------------ | ----------------------------------- |
|          | Chi tiết (FIFA) Chi tiết (CAF) | - Ziyech 28' - Mwamnyeto 54' (l.n.) |

| Tanzania | Hủy bỏ | Eritrea |
| -------- | ------ | ------- |
|          |        |         |

| Cộng hòa Congo | 0–3 Được xử thắng              | Niger |
| -------------- | ------------------------------ | ----- |
|                | Chi tiết (FIFA) Chi tiết (CAF) |       |

| Maroc                                | 2–1                            | Zambia         |
| ------------------------------------ | ------------------------------ | -------------- |
| - Ziyech 6' (ph.đ.) - Ben Seghir 67' | Chi tiết (FIFA) Chi tiết (CAF) | - Chilufya 80' |

| Eritrea | Hủy bỏ | Niger |
| ------- | ------ | ----- |
|         |        |       |

| Zambia | 0–1                            | Tanzania    |
| ------ | ------------------------------ | ----------- |
|        | Chi tiết (FIFA) Chi tiết (CAF) | - Waziri 5' |

| Cộng hòa Congo | 0–6                            | Maroc                                                        |
| -------------- | ------------------------------ | ------------------------------------------------------------ |
|                | Chi tiết (FIFA) Chi tiết (CAF) | - Ounahi 8' - Riad 16' - El Kaabi 30', 39', 53' - Rahimi 62' |

| Zambia | Hủy bỏ | Eritrea |
| ------ | ------ | ------- |
|        |        |         |

| Tanzania | 3–0 Được xử thắng              | Cộng hòa Congo |
| -------- | ------------------------------ | -------------- |
|          | Chi tiết (FIFA) Chi tiết (CAF) |                |

| Niger         | 1–2                            | Maroc                              |
| ------------- | ------------------------------ | ---------------------------------- |
| - Oumarou 47' | Chi tiết (FIFA) Chi tiết (CAF) | - Saibari 59' - El Khannouss 90+1' |

| Niger | Hủy bỏ | Eritrea |
| ----- | ------ | ------- |
|       |        |         |

| Cộng hòa Congo | 0–3 Được xử thắng              | Zambia |
| -------------- | ------------------------------ | ------ |
|                | Chi tiết (FIFA) Chi tiết (CAF) |        |

| Maroc                             | 2–0                            | Tanzania |
| --------------------------------- | ------------------------------ | -------- |
| - Aguerd 51' - Brahim 58' (ph.đ.) | Chi tiết (FIFA) Chi tiết (CAF) |          |

| Eritrea | Hủy bỏ | Zambia |
| ------- | ------ | ------ |
|         |        |        |

| Cộng hòa Congo | v | Tanzania |
| -------------- | - | -------- |
|                |   |          |

| Maroc | v | Niger |
| ----- | - | ----- |
|       |   |       |

| Cộng hòa Congo | Hủy bỏ | Eritrea |
| -------------- | ------ | ------- |
|                |        |         |

| Zambia | v | Maroc |
| ------ | - | ----- |
|        |   |       |

| Tanzania | v | Niger |
| -------- | - | ----- |
|          |   |       |

| Eritrea | Hủy bỏ | Maroc |
| ------- | ------ | ----- |
|         |        |       |

| Niger | v | Cộng hòa Congo |
| ----- | - | -------------- |
|       |   |                |

| Tanzania | v | Zambia |
| -------- | - | ------ |
|          |   |        |

| Eritrea | Hủy bỏ | Tanzania |
| ------- | ------ | -------- |
|         |        |          |

| Maroc | v | Cộng hòa Congo |
| ----- | - | -------------- |
|       |   |                |

| Zambia | v | Niger |
| ------ | - | ----- |
|        |   |       |

## Cầu thủ ghi bàn
Đang có 27 bàn thắng ghi được trong 10 trận đấu, trung bình 2.7 bàn thắng mỗi trận đấu (tính đến ngày 25 tháng 3 năm 2025).
3 bàn
- Ayoub El Kaabi
- Patson Daka

2 bàn
- Hakim Ziyech

1 bàn
- Mons Bassouamina
- Silvère Ganvoula
- Nayef Aguerd
- Eliesse Ben Seghir
- Brahim Díaz
- Bilal El Khannouss
- Azzedine Ounahi
- Soufiane Rahimi
- Chadi Riad
- Ismael Saibari
- Boubacar Goumey
- Amadou Moutari
- Youssouf Oumarou
- Charles M'Mombwa
- Junior Waziri
- Lameck Banda
- Edward Chilufya
- Fashion Sakala

1 bàn phản lưới nhà
- Bakari Mwamnyeto (trong trận gặp Maroc)